# Quatrième district congressionnel du Texas
Le 4e district congressionnel du Texas se trouve dans une région du nord-est du Texas, qui comprend certains comtés le long de la Red River, au nord-est du Metroplex Dallas/Fort Worth, ainsi que certaines banlieues extérieures est du Metroplex. Austin College à Sherman, au Texas, est située dans le district. En 2017, le 4e district représente 747 188 personnes majoritairement blanches (80,8 %) et issues de la classe moyenne (le revenu familial médian est de 56 062 $ US, contre 50 046 $ à l'échelle nationale). Il est actuellement Représenté par le Républicain Pat Fallon.

## Histoire
Le Texas compte au moins quatre districts au Congrès depuis que les Sénateurs et les Représentants de l'État ont été réinstallés au Congrès après la guerre civile. La configuration actuelle du district date de 1903. Il a traditionnellement accordé à ses membres du Congrès des mandats très longs à Washington ; seuls six hommes l'ont représenté depuis.
Autrefois un district Démocrate fiable, le district est rapidement passé dans la colonne républicaine au niveau fédéral alors que la banlieue de Dallas s'étendait dans la partie ouest du district. En fait, il n'a soutenu aucun Démocrate à la présidence depuis 1964. Cependant, jusqu'en 1996, Bill Clinton a remporté dix des seize comtés qui se trouvent actuellement dans cette circonscription ; bon nombre de ces comtés faisaient alors partie du 1er district. De plus, les démocrates conservateurs ont continué à occuper la plupart des bureaux locaux du district jusque dans les années 2000.
Pendant de nombreuses années, il était basé à Tyler, mais un redécoupage controversé en 2003 orchestré par le chef de la majorité parlementaire de l'époque, Tom DeLay, l'a fait sortir, ainsi que son voisin Longview, du 4e et du 1er voisin, ce qui l'a rendu nettement plus républicain. Dans la foulée, le 4e a été légèrement poussé vers le nord, reprenant Texarkana du 1er district.
Ralph Hall, ancien doyen de la délégation du Texas, a représenté le district de 1981 à 2015. Démocrate à l'origine, il est devenu Républicain en 2004. Le bilan électoral de Hall avait été très conservateur, même selon les normes démocrates du Texas, ce qui lui a servi alors que le quartier a abandonné ses racines démocrates. Au tournant du siècle, il était le seul démocrate élu au-dessus du niveau du comté dans une grande partie du district. La rumeur courait depuis un certain temps qu'il changeait de parti, et de nombreux experts pensaient qu'il serait presque certainement remplacé par un Républicain une fois qu'il prendrait sa retraite.
En 2014, Hall a été battu à la Primaire républicaine par John Ratcliffe, qui avait été l'ancien Procureur des États-Unis pour une grande partie du territoire du 4e, et était en outre l'ancien maire de Heath, une ville située par hasard près de la ville natale de Hall, Rockwall. Aucun Démocrate ne s'est même présenté, même si à ce moment-là, le district était devenu si fortement républicain que tout candidat démocrate aurait de toute façon fait face à des difficultés presque impossibles. Soulignant à quel point cette circonscription était républicaine, les démocrates n'ont obtenu qu'une seule fois 30 % des voix depuis le changement de parti de Hall.
En janvier 2015, Ratcliffe a pris ses fonctions et est devenu seulement la cinquième personne à occuper ce siège. Il s'est présenté sans opposition à la réélection en 2016 et a vaincu un challenger démocrate nominal en 2018.
En mai 2020, Ratcliffe a démissionné de son siège avant sa prestation de serment pour devenir le 6e Directeur du renseignement national.
Le Représentant le plus connu du district était Sam Rayburn, Speaker de longue date de la Chambre.
Le Président Dwight D. Eisenhower est né dans le 4e district.
Après le processus de redécoupage de 2012, une grande partie du Comté de Collin a été supprimée et remplacée par la partie du Comté de Cass qui faisait partie du 1er district du Texas, la totalité du Comté de Marion et une grande partie du Comté d'Upshur.

## Géographie
Tout ou partie des comtés suivants font partie du 4e district depuis 2023 :
- Comté de Bowie (en partie)
- Comté de Collin (en partie)
- Comté de Delta
- Comté de Denton (en partie)
- Comté de Fannin
- Comté de Grayson
- Comté de Hopkins
- Comté de Hunt (en partie)
- Comté de Lamar
- Comté de Rains
- Comté de Red River (en partie)
- Comté de Rockwall

## Historique de vote
| Année | Poste     | Résultats              |
| ----- | --------- | ---------------------- |
| 2000  | Président | Bush 66,0 % - 34,0 %   |
| 2004  | Président | Bush 70,0 % - 29,0 %   |
| 2008  | Président | McCain 69,0 % - 30,0 % |
| 2012  | Président | Romney 74,0 % - 25,0 % |
| 2016  | Président | Trump 75,0 % - 22,0 %  |
| 2020  | Président | Trump 74,0 % - 24,0 %  |

## Liste des représentants du district
| Membre                          | Parti            | Années                             | Congrès     | Histoire électorale |
| ------------------------------- | ---------------- | ---------------------------------- | ----------- | --- |
| District établit le 4 mars 1863 |                  |                                    |             | |
| District inactif                | District inactif | 4 mars 1863 - 31 mars 1870         | 37e - 41e   | Guerre de Sécession et Reconstruction |
| Edward Degener (en)             | Républicain      | 31 mars 1870 - 3 mars 1871         | 41e         | Élu en 1870. Perd sa renomination. |
| John Hancock (en)               | Démocrate        | 4 mars 1871 - 3 mars 1875          | 42e , 43e   | Élu en 1870. Réélu en 1872. Redécoupage vers le 5e district. |
| Roger Q. Mills (en)             | Démocrate        | 4 mars 1875 - 3 mars 1883          | 44e - 47e   | Redécoupage depuis le district at-large et réélu en 1874. Réélu en 1876. Réélu en 1878. Réélu en 1880. Redécoupage vers le 9e district. |
| David B. Culberson (en)         | Démocrate        | 4 mars 1883 - 3 mars 1897          | 48e - 54e   | Redécoupage depuis le 2e district et réélu en 1882. Réélu en 1884. Réélu en 1886. Réélu en 1888. Réélu en 1890. Réélu en 1892. Réélu en 1894. Retrait. |
| John W. Cranford (en)           | Démocrate        | 4 mars 1897 - 3 mars 1899          | 55e         | Élu en 1896. Retrait mais décède le dernier jour de son mandat. |
| John Levi Sheppard (en)         | Démocrate        | 4 mars 1899 - 11 octobre 1902      | 56e , 57e   | Élu en 1898. Réélu en 1900. Décès. |
| Vacant                          | Vacant           | 11 octobre 1902 - 15 novembre 1902 | 57e         | |
| Morris Sheppard (en)            | Démocrate        | 15 novembre 1902 - 3 mars 1903     | 57e         | Élu pour terminer le mandat de Sheppard. Redécoupage vers le 1er district. |
| Choice B. Randell (en)          | Démocrate        | 4 mars 1903 - 3 mars 1913          | 58e - 62e   | Redécoupage depuis le 5e district et réélu en 1902. Réélu en 1904. Réélu en 1906. Réélu en 1908. Réélu en 1910. Retrait pour se présenter comme Sénateur des États-Unis. |
| Sam Rayburn                     | Démocrate        | 4 mars 1913 - 16 novembre 1961     | 63e - 87e   | Élu en 1912. Réélu en 1914. Réélu en 1916. Réélu en 1918. Réélu en 1920. Réélu en 1922. Réélu en 1924. Réélu en 1926. Réélu en 1930. Réélu en 1932. Réélu en 1934. Réélu en 1936. Réélu en 1938. Réélu en 1940. Réélu en 1942. Réélu en 1944. Réélu en 1946. Réélu en 1948. Réélu en 1950. Réélu en 1952. Réélu en 1954. Réélu en 1956. Réélu en 1958. Réélu en 1960. Décès. |
| Vacant                          | Vacant           | 16 novembre 1961 - 30 janvier 1962 | 87e         | |
| Ray Roberts (en)                | Démocrate        | 30 janvier 1962 - 3 janvier 1981   | 87e - 96e   | Élu pour terminer le mandat de Rayburn. Réélu en 1962. Réélu en 1964. Réélu en 1966. Réélu en 1968. Réélu en 1970. Réélu en 1972. Réélu en 1974. Réélu en 1976. Réélu en 1978. Retrait. |
| Ralph Hall                      | Démocrate        | 3 janvier 1981 - 5 janvier 2004    | 97e - 113e  | Élu en 1980. Réélu en 1982. Réélu en 1984. Réélu en 1986. Réélu en 1988. Réélu en 1990. Réélu en 1992. Réélu en 1994. Réélu en 1996. Réélu en 1998. Réélu en 2000. Réélu en 2002. Réélu en 2004. Réélu en 2006. Réélu en 2008. Réélu en 2010. Réélu en 2012. Perd sa renomination.                                                                                           |
| Ralph Hall                      | Républicain      | 5 janvier 2004 - 3 janvier 2015    | 97e - 113e  | Élu en 1980. Réélu en 1982. Réélu en 1984. Réélu en 1986. Réélu en 1988. Réélu en 1990. Réélu en 1992. Réélu en 1994. Réélu en 1996. Réélu en 1998. Réélu en 2000. Réélu en 2002. Réélu en 2004. Réélu en 2006. Réélu en 2008. Réélu en 2010. Réélu en 2012. Perd sa renomination.                                                                                           |
| John Ratcliffe                  | Républicain      | 3 janvier 2015 - 22 mai 2020       | 114e - 116e | Élu en 2014. Réélu en 2016. Réélu en 2018. Démissionne pour devenir Directeur du Renseignement National. |
| Vacant                          | Vacant           | 22 mai 2020 - 3 janvier 2021       | 116e        | |
| Pat Fallon                      | Républicain      | 3 janvier 2021 - Présent           | 117e , 118e | Élu en 2020. Réélu en 2022. Réélu en 2024. |

## Résultats des récentes élections
Voici les résultats des dix précédents cycles électoraux dans le district.

## Frontières historiques du district

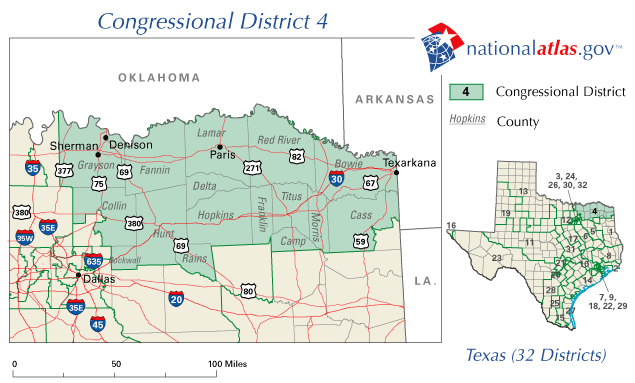
2007 - 2013

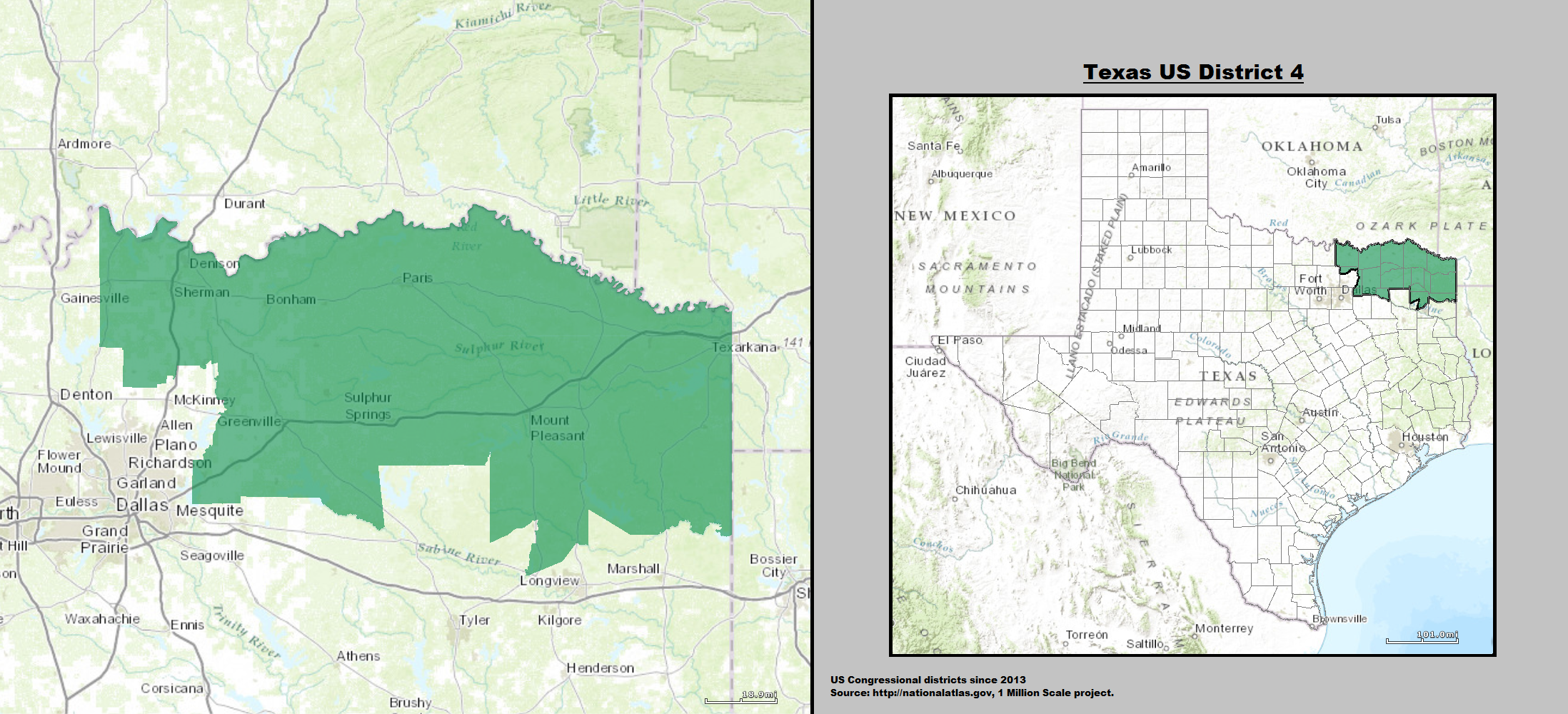
2013 - 2023

### 2004
| Élection de 2004 du 4e district congressionnel du Texas | Élection de 2004 du 4e district congressionnel du Texas | Élection de 2004 du 4e district congressionnel du Texas | Élection de 2004 du 4e district congressionnel du Texas | Élection de 2004 du 4e district congressionnel du Texas |
| ------------------------------------------------------- | ------------------------------------------------------- | ------------------------------------------------------- | ------------------------------------------------------- | ------------------------------------------------------- |
| Parti                                                   | Parti                                                   | Candidat                                                | Votes                                                   | %                                                       |
|                                                         | Républicain                                             | Ralph Hall (sortant)                                    | 182 866                                                 | 68,2                                                    |
|                                                         | Démocrate                                               | Jim Nickerson                                           | 81 585                                                  | 30,4                                                    |
|                                                         | Libertarien                                             | Kevin Anderson                                          | 3 491                                                   | 1,3                                                     |
| Total des votes                                         | Total des votes                                         | Total des votes                                         | 267 942                                                 | 100 %                                                   |
|                                                         | Les Républicains conservent                             |                                                         |                                                         |                                                         |

### 2006
| Élection de 2006 du 4e district congressionnel du Texas | Élection de 2006 du 4e district congressionnel du Texas | Élection de 2006 du 4e district congressionnel du Texas | Élection de 2006 du 4e district congressionnel du Texas | Élection de 2006 du 4e district congressionnel du Texas |
| ------------------------------------------------------- | ------------------------------------------------------- | ------------------------------------------------------- | ------------------------------------------------------- | ------------------------------------------------------- |
| Parti                                                   | Parti                                                   | Candidat                                                | Votes                                                   | %                                                       |
|                                                         | Républicain                                             | Ralph Hall (sortant)                                    | 106 495                                                 | 64,4                                                    |
|                                                         | Démocrate                                               | Glenn Melancon                                          | 55 278                                                  | 33,4                                                    |
|                                                         | Libertarien                                             | Kurt Helm                                               | 3 496                                                   | 2,1                                                     |
| Total des votes                                         | Total des votes                                         | Total des votes                                         | 165 269                                                 | 100 %                                                   |
|                                                         | Les Républicains conservent                             |                                                         |                                                         |                                                         |

### 2008
| Élection de 2008 du 4e district congressionnel du Texas | Élection de 2008 du 4e district congressionnel du Texas | Élection de 2008 du 4e district congressionnel du Texas | Élection de 2008 du 4e district congressionnel du Texas | Élection de 2008 du 4e district congressionnel du Texas |
| ------------------------------------------------------- | ------------------------------------------------------- | ------------------------------------------------------- | ------------------------------------------------------- | ------------------------------------------------------- |
| Parti                                                   | Parti                                                   | Candidat                                                | Votes                                                   | %                                                       |
|                                                         | Républicain                                             | Ralph Hall (sortant)                                    | 206 906                                                 | 68,8                                                    |
|                                                         | Démocrate                                               | Glenn Melancon                                          | 88 067                                                  | 29,3                                                    |
|                                                         | Libertarien                                             | Fred Annett                                             | 5 771                                                   | 1,9                                                     |
| Total des votes                                         | Total des votes                                         | Total des votes                                         | 300 744                                                 | 100 %                                                   |
|                                                         | Les Républicains conservent                             |                                                         |                                                         |                                                         |

### 2010
| Élection de 2012 du 4e district congressionnel du Texas | Élection de 2012 du 4e district congressionnel du Texas | Élection de 2012 du 4e district congressionnel du Texas | Élection de 2012 du 4e district congressionnel du Texas | Élection de 2012 du 4e district congressionnel du Texas |
| ------------------------------------------------------- | ------------------------------------------------------- | ------------------------------------------------------- | ------------------------------------------------------- | ------------------------------------------------------- |
| Parti                                                   | Parti                                                   | Candidat                                                | Votes                                                   | %                                                       |
|                                                         | Républicain                                             | Ralph Hall (sortant)                                    | 136 338                                                 | 73,2                                                    |
|                                                         | Démocrate                                               | VaLinda Hathcox                                         | 40 975                                                  | 22,0                                                    |
|                                                         | Libertarien                                             | Jim Prindle                                             | 4 729                                                   | 2,5                                                     |
|                                                         | Indépendant                                             | Shane Shepard                                           | 4 244                                                   | 2,3                                                     |
| Total des votes                                         | Total des votes                                         | Total des votes                                         | 186 286                                                 | 100 %                                                   |
|                                                         | Les Républicains conservent                             |                                                         |                                                         |                                                         |

### 2012
| Élection de 2012 du 4e district congressionnel du Texas | Élection de 2012 du 4e district congressionnel du Texas | Élection de 2012 du 4e district congressionnel du Texas | Élection de 2012 du 4e district congressionnel du Texas | Élection de 2012 du 4e district congressionnel du Texas |
| ------------------------------------------------------- | ------------------------------------------------------- | ------------------------------------------------------- | ------------------------------------------------------- | ------------------------------------------------------- |
| Parti                                                   | Parti                                                   | Candidat                                                | Votes                                                   | %                                                       |
|                                                         | Républicain                                             | Ralph Hall (sortant)                                    | 182 679                                                 | 73,0                                                    |
|                                                         | Démocrate                                               | VaLinda Hathcox                                         | 60 214                                                  | 24,1                                                    |
|                                                         | Libertarien                                             | Thomas Griffing                                         | 7 262                                                   | 2,9                                                     |
|                                                         | Write-In                                                | Fred Rostek                                             | 188                                                     | 0,1                                                     |
| Total des votes                                         | Total des votes                                         | Total des votes                                         | 250 343                                                 | 100 %                                                   |
|                                                         | Les Républicains conservent                             |                                                         |                                                         |                                                         |

### 2014
| Élection de 2014 du 4e district congressionnel du Texas | Élection de 2014 du 4e district congressionnel du Texas | Élection de 2014 du 4e district congressionnel du Texas | Élection de 2014 du 4e district congressionnel du Texas | Élection de 2014 du 4e district congressionnel du Texas |
| ------------------------------------------------------- | ------------------------------------------------------- | ------------------------------------------------------- | ------------------------------------------------------- | ------------------------------------------------------- |
| Parti                                                   | Parti                                                   | Candidat                                                | Votes                                                   | %                                                       |
|                                                         | Républicain                                             | John Ratcliffe                                          | 115 085                                                 | 100%                                                    |
|                                                         | Les Républicains conservent                             |                                                         |                                                         |                                                         |

### 2016
| Élection de 2016 du 4e district congressionnel du Texas | Élection de 2016 du 4e district congressionnel du Texas | Élection de 2016 du 4e district congressionnel du Texas | Élection de 2016 du 4e district congressionnel du Texas | Élection de 2016 du 4e district congressionnel du Texas |
| ------------------------------------------------------- | ------------------------------------------------------- | ------------------------------------------------------- | ------------------------------------------------------- | ------------------------------------------------------- |
| Parti                                                   | Parti                                                   | Candidat                                                | Votes                                                   | %                                                       |
|                                                         | Républicain                                             | John Ratcliffe (sortant)                                | 216 643                                                 | 88,0                                                    |
|                                                         | Libertarien                                             | Cody Wommack                                            | 29 577                                                  | 12,0                                                    |
| Total des votes                                         | Total des votes                                         | Total des votes                                         | 246 220                                                 | 100 %                                                   |
|                                                         | Les Républicains conservent                             |                                                         |                                                         |                                                         |

### 2018
| Élection de 2018 du 4e district congressionnel du Texas | Élection de 2018 du 4e district congressionnel du Texas | Élection de 2018 du 4e district congressionnel du Texas | Élection de 2018 du 4e district congressionnel du Texas | Élection de 2018 du 4e district congressionnel du Texas |
| ------------------------------------------------------- | ------------------------------------------------------- | ------------------------------------------------------- | ------------------------------------------------------- | ------------------------------------------------------- |
| Parti                                                   | Parti                                                   | Candidat                                                | Votes                                                   | %                                                       |
|                                                         | Républicain                                             | John Ratcliffe (sortant)                                | 188 667                                                 | 75,7                                                    |
|                                                         | Démocrate                                               | Catherine Krantz                                        | 57 400                                                  | 23,0                                                    |
|                                                         | Libertarien                                             | Ken Ashby                                               | 3 178                                                   | 1,3                                                     |
| Total des votes                                         | Total des votes                                         | Total des votes                                         | 249 245                                                 | 100 %                                                   |
|                                                         | Les Républicains conservent                             |                                                         |                                                         |                                                         |

### 2020
| Élection de 2020 du 4e district congressionnel du Texas | Élection de 2020 du 4e district congressionnel du Texas | Élection de 2020 du 4e district congressionnel du Texas | Élection de 2020 du 4e district congressionnel du Texas | Élection de 2020 du 4e district congressionnel du Texas |
| ------------------------------------------------------- | ------------------------------------------------------- | ------------------------------------------------------- | ------------------------------------------------------- | ------------------------------------------------------- |
| Parti                                                   | Parti                                                   | Candidat                                                | Votes                                                   | %                                                       |
|                                                         | Républicain                                             | Pat Fallon                                              | 253 837                                                 | 75,1                                                    |
|                                                         | Démocrate                                               | Russell Foster                                          | 76 326                                                  | 22,6                                                    |
|                                                         | Libertarien                                             | Lou Antonelli                                           | 6 334                                                   | 1,9                                                     |
|                                                         | Indépendant                                             | Tracy Jones (write-in)                                  | 1 306                                                   | 0,4                                                     |
| Total des votes                                         | Total des votes                                         | Total des votes                                         | 337 803                                                 | 100 %                                                   |
|                                                         | Les Républicains conservent                             |                                                         |                                                         |                                                         |

### 2022
| Primaire Républicaine de 2022 du 4e district congressionnel du Texas | Primaire Républicaine de 2022 du 4e district congressionnel du Texas | Primaire Républicaine de 2022 du 4e district congressionnel du Texas | Primaire Républicaine de 2022 du 4e district congressionnel du Texas | Primaire Républicaine de 2022 du 4e district congressionnel du Texas |
| -------------------------------------------------------------------- | -------------------------------------------------------------------- | -------------------------------------------------------------------- | -------------------------------------------------------------------- | -------------------------------------------------------------------- |
| Parti                                                                | Parti                                                                | Candidat                                                             | Votes                                                                | %                                                                    |
|                                                                      | Républicain                                                          | Pat Fallon (sortant)                                                 | 41 297                                                               | 59,0                                                                 |
|                                                                      | Républicain                                                          | Dan Thomas                                                           | 21 168                                                               | 30,2                                                                 |
|                                                                      | Républicain                                                          | John Harper                                                          | 7 576                                                                | 10,8                                                                 |

| Primaire Démocrate de 2022 du 4e district congressionnel du Texas | Primaire Démocrate de 2022 du 4e district congressionnel du Texas | Primaire Démocrate de 2022 du 4e district congressionnel du Texas | Primaire Démocrate de 2022 du 4e district congressionnel du Texas | Primaire Démocrate de 2022 du 4e district congressionnel du Texas |
| ----------------------------------------------------------------- | ----------------------------------------------------------------- | ----------------------------------------------------------------- | ----------------------------------------------------------------- | ----------------------------------------------------------------- |
| Parti                                                             | Parti                                                             | Candidat                                                          | Votes                                                             | %                                                                 |
|                                                                   | Démocrate                                                         | Iro Omere                                                         | 16 404                                                            | 100%                                                              |

| Élection de 2022 du 4e district congressionnel du Texas | Élection de 2022 du 4e district congressionnel du Texas | Élection de 2022 du 4e district congressionnel du Texas | Élection de 2022 du 4e district congressionnel du Texas | Élection de 2022 du 4e district congressionnel du Texas |
| ------------------------------------------------------- | ------------------------------------------------------- | ------------------------------------------------------- | ------------------------------------------------------- | ------------------------------------------------------- |
| Parti                                                   | Parti                                                   | Candidat                                                | Votes                                                   | %                                                       |
|                                                         | Républicain                                             | Pat Fallon (sortant)                                    | 170 781                                                 | 66,7                                                    |
|                                                         | Démocrate                                               | Iro Omere                                               | 79 179                                                  | 30,9                                                    |
|                                                         | Libertarien                                             | John Simmons                                            | 6049                                                    | 2,4                                                     |
| Total des votes                                         | Total des votes                                         | Total des votes                                         | 256 009                                                 | 100 %                                                   |
|                                                         | Les Républicains conservent                             |                                                         |                                                         |                                                         |

### 2024
| Primaire Républicaine de 2024 du 4e district congressionnel du Texas | Primaire Républicaine de 2024 du 4e district congressionnel du Texas | Primaire Républicaine de 2024 du 4e district congressionnel du Texas | Primaire Républicaine de 2024 du 4e district congressionnel du Texas | Primaire Républicaine de 2024 du 4e district congressionnel du Texas |
| -------------------------------------------------------------------- | -------------------------------------------------------------------- | -------------------------------------------------------------------- | -------------------------------------------------------------------- | -------------------------------------------------------------------- |
| Parti                                                                | Parti                                                                | Candidat                                                             | Votes                                                                | %                                                                    |
|                                                                      | Républicain                                                          | Pat Fallon (sortant)                                                 | 70 801                                                               | 80,3                                                                 |
|                                                                      | Républicain                                                          | Don Horn                                                             | 17 396                                                               | 19,7                                                                 |

| Primaire Démocrate de 2024 du 4e district congressionnel du Texas | Primaire Démocrate de 2024 du 4e district congressionnel du Texas | Primaire Démocrate de 2024 du 4e district congressionnel du Texas | Primaire Démocrate de 2024 du 4e district congressionnel du Texas | Primaire Démocrate de 2024 du 4e district congressionnel du Texas |
| ----------------------------------------------------------------- | ----------------------------------------------------------------- | ----------------------------------------------------------------- | ----------------------------------------------------------------- | ----------------------------------------------------------------- |
| Parti                                                             | Parti                                                             | Candidat                                                          | Votes                                                             | %                                                                 |
|                                                                   | Démocrate                                                         | Simon Cardell                                                     | 14 954                                                            | 100%                                                              |

| Élection de 2024 du 4e district congressionnel du Texas | Élection de 2024 du 4e district congressionnel du Texas | Élection de 2024 du 4e district congressionnel du Texas | Élection de 2024 du 4e district congressionnel du Texas | Élection de 2024 du 4e district congressionnel du Texas |
| ------------------------------------------------------- | ------------------------------------------------------- | ------------------------------------------------------- | ------------------------------------------------------- | ------------------------------------------------------- |
| Parti                                                   | Parti                                                   | Candidat                                                | Votes                                                   | %                                                       |
|                                                         | Républicain                                             | Pat Fallon (sortant)                                    | 241 603                                                 | 68,4                                                    |
|                                                         | Démocrate                                               | Simon Cardell                                           | 111 696                                                 | 31,6                                                    |
| Total des votes                                         | Total des votes                                         | Total des votes                                         | 353 299                                                 | 100 %                                                   |
|                                                         | Les Républicains conservent                             |                                                         |                                                         |                                                         |